# Bastgölen (Godegårds socken, Östergötland)
Bastgölen är en sjö i Motala kommun i Östergötland och ingår i Motala ströms huvudavrinningsområde.